# Catasetum wendlingeri
Catasetum wendlingeri är en orkidéart som beskrevs av Ernesto Foldats. Catasetum wendlingeri ingår i släktet Catasetum och familjen orkidéer. Inga underarter finns listade i Catalogue of Life.